# Aiax mastigophorus
(Frammento dall'Aiax mastigophorus)
Aiax mastigophorus (Aiace fustigatore o Aiace punitore di sé stesso) è una tragedia scritta da Livio Andronico nel III secolo a.C., oggi interamente perduta, ad eccezione di alcuni frammenti. L'opera era forse ispirata all'Aiace del tragediografo greco Sofocle.